# Refuge d'Espingo
Le refuge d'Espingo est un refuge gardé du Luchonnais situé dans les Pyrénées françaises, à proximité du lac d'Espingo, sur le territoire de la commune d'Oô, à 1 967 m d'altitude.

## Histoire
Un premier refuge est construit avec 40 couchages et mis en service le 16 septembre 1923. Géré par la section des Pyrénées centrales du Club alpin français, il est détruit par une avalanche en 1934, puis rétabli en 1937 sur un site plus favorable.
Le refuge a été entièrement rénové en 2010 pour un budget total de 980 000 €.

## Caractéristiques
C'est un refuge gardé à la bonne saison et géré par le Club alpin de Toulouse, membre de la Fédération française des clubs alpins et de montagne. Il offre 60 places en été (période de gardiennage) et 15 en hiver (non gardé).

## Accès
Depuis Bagnères-de-Luchon, il convient de prendre la RD 618 jusqu'à Cazeaux-de-Larboust, puis la RD 76 jusqu'aux granges d'Astau où se trouve un parking. Il faut prendre le GR 10 et continuer au-delà du lac d'Oô. Des estives environnent le refuge.
Le refuge constitue une étape pour le GR 10.

## Ascensions
Le refuge est une base d'excursions, en randonnée de haute montagne, alpinisme ou ski de montagne. C'est notamment le départ par la voie classique pour le pic des Spijeoles (3 065 mètres), le pic du Grand Quayrat (3 060 mètres), le lac du Portillon (2 571 mètres) ou encore le lac Glacé d'Oô (2 664 mètres).

## Particularités

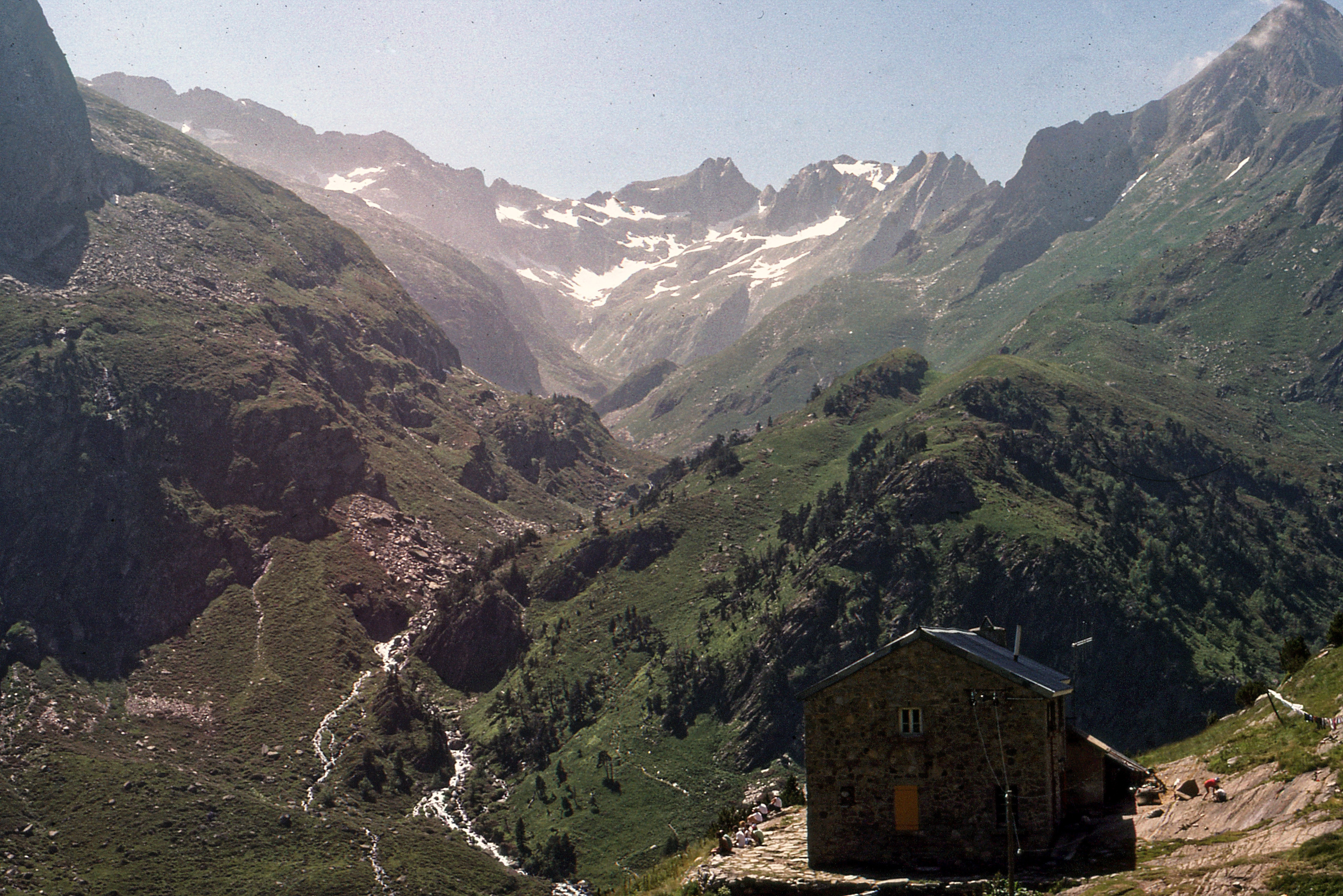
Le refuge en juillet 1988.
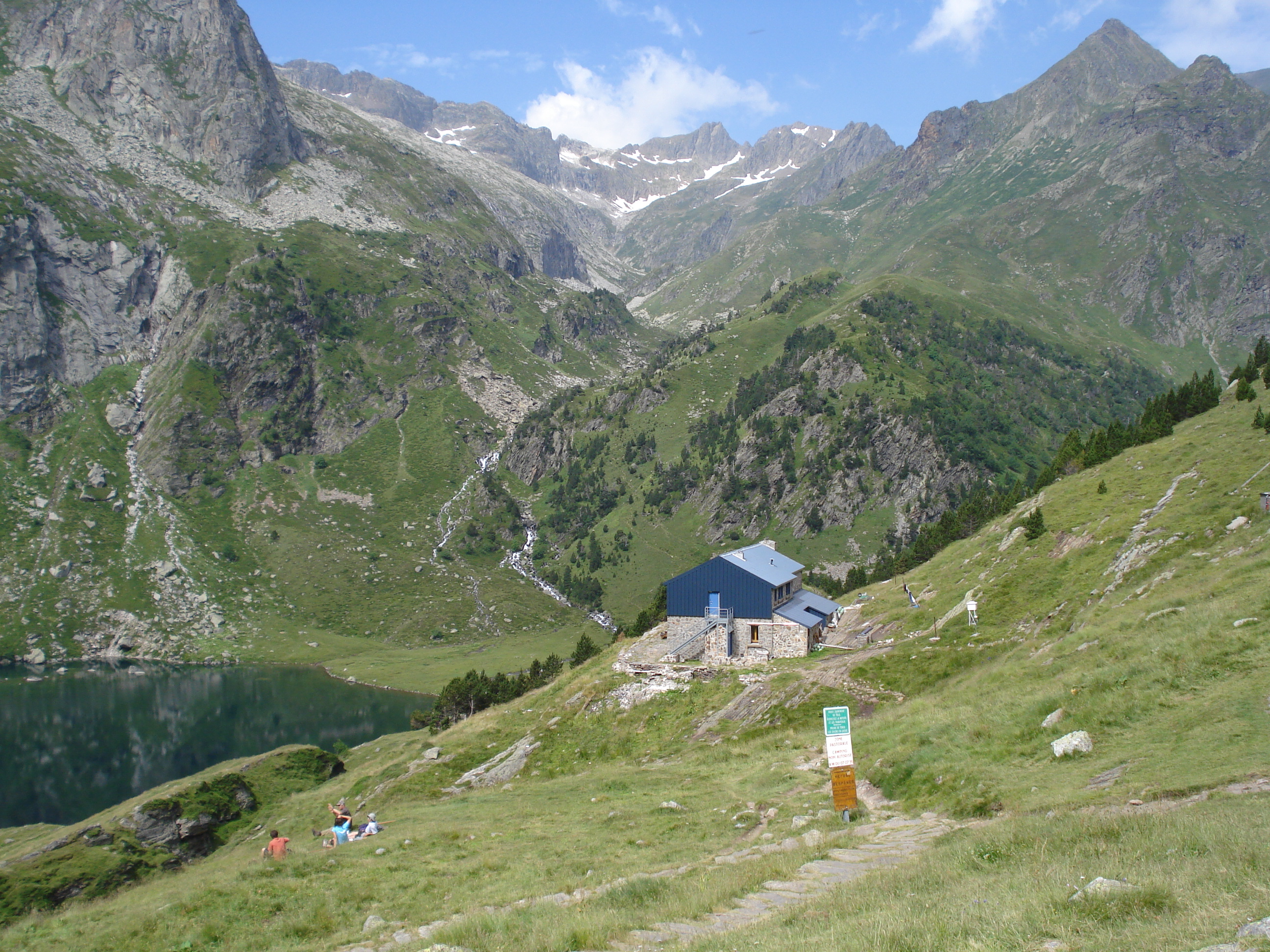
Le refuge et le lac fin juillet 2008.
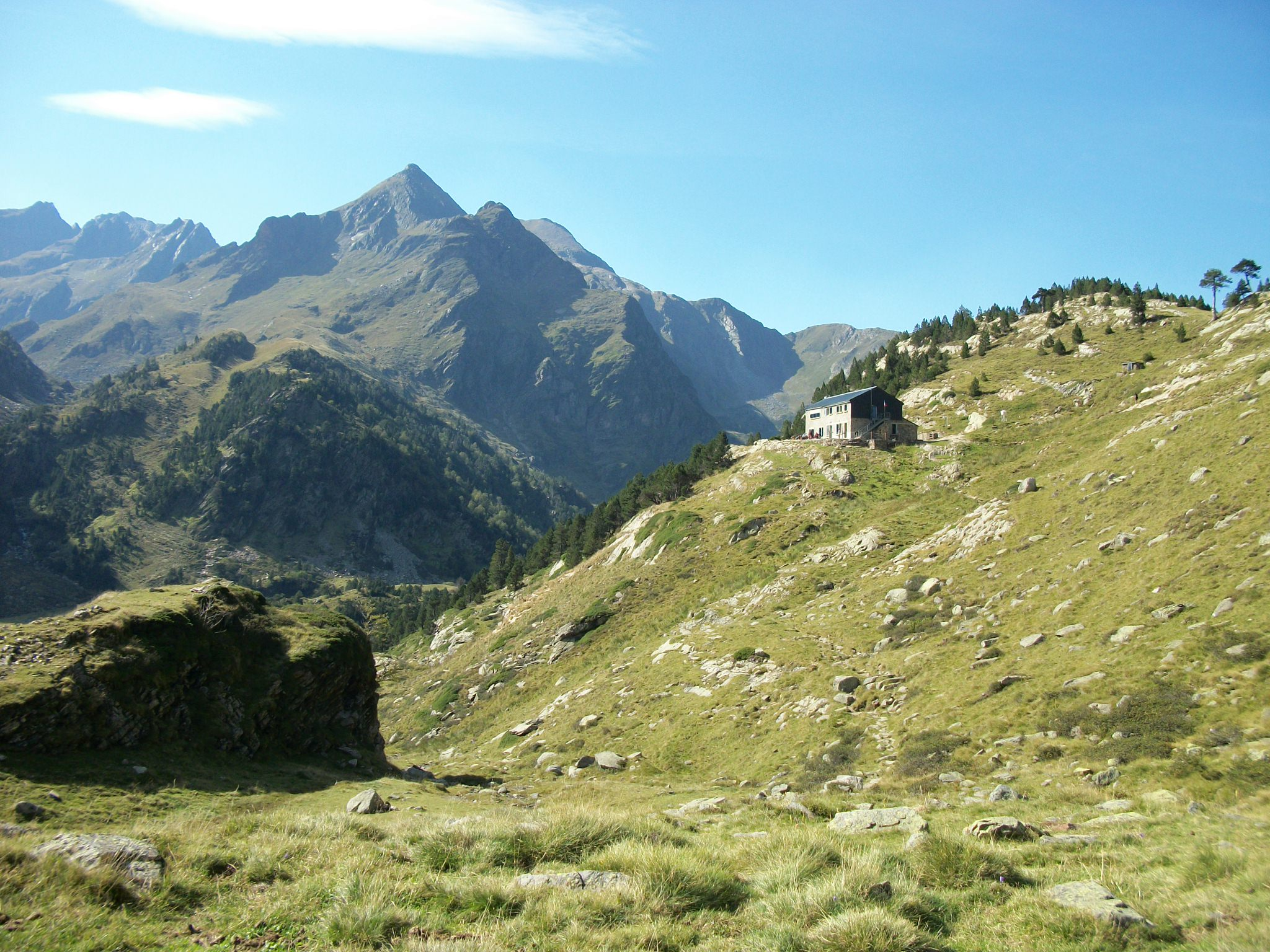
Le refuge en septembre 2011, un an après les grands travaux.